# Essbase
Essbase est un moteur de base de données multidimensionnelle. Son nom vient de "Extended Spread Sheet dataBASE". C'est à l'origine en 1992 un produit de Arbor Software, qui a fusionné avec Hyperion Solutions en 1998, et qui a été finalement racheté par Oracle Corporation en 2007. Essbase est module de la solution Middleware d'Oracle.
L'inventeur du modèle des bases de données relationnelles, Edgar Frank Codd, a introduit le terme d'OLAP ("on-line analytical processing") dans un article publié par Computerworld en 1993. À la différence de l'OLTP, OLAP introduit une technologie optimisée pour les requêtes humaines plutôt que pour les transactions.
Essbase a provisoirement porté le nom « Hyperion System 9 BI+ Analytic Services » quand, en 2005, Hyperion a renommé la plupart de ses produits. Le nom historique d'Essbase a par la suite été rétabli, même si encore aujourd'hui le terme « Analytic Services » peut apparaître dans certains menus peu utilisés.
En août 2005, le magazine Information Age a cité Essbase parmi les 10 innovations technologiques les plus influentes des 10 dernières années.

## Historique et concepts
La première version d'Essbase est sortie en 1992 par Arbor Software.
Bien qu'Essbase soit considéré comme un système de base de données multi-dimensionnel, il a été conçu à l'origine pour contourner les limitations des tableurs comme Lotus 123 ou Microsoft Excel. D'ailleurs le dépôt de brevet d'Essbase utilise l'exemple de tableaux pour illustrer le besoin d'un tel système
Dans ce contexte, "multi-dimensionnel" se rapporte à la représentation de données financières sous forme de tableaux. Un exemple typique peut être la manipulation de données à différents intervalles de temps en colonnes, avec les imputations analytiques dans les différentes lignes. Le contrôleur de gestion peut vouloir éclater les lignes entre les différentes filiales ou imputations comptables. Cette structure nécessite une représentation sous forme de tableau à trois dimensions: le temps, les lignes analytiques et les filiales. À chaque enrichissement des données, il devient difficile de maintenir la cohérence dans un tableur classique. Une base multi-dimensionnelle comme Essbase permet de représenter, stocker et manipuler les données sous forme de tableaux à plusieurs dimensions, appelés hypercube OLAP.
Depuis la version 7 Essbase propose deux options de stockage qui minimisent la quantité de mémoire et l'espace disque nécessaire à la représentation de grands tableaux multi-dimensionnels.

## Interface utilisateur
La plupart des utilisateurs d'Essbase travaillent sur leurs données sous Excel, accédant à Essbase grâce à un add-in qui ajoute un menu au niveau du tableur, permettant de charger les données, naviguer dans les différentes dimensions ("zoom", "pivot", ...). L'add-in Essbase a été remplacé depuis la version 11 par la solution SmartView, véritable point d'entrée de la suite Oracle Hyperion. L'add-in Essbase n'est plus supporté par Oracle depuis fin 2012.
À partir de 2005, Hyperion a fourni un outil de visualisation sous le nom d'"Hyperion Visual Explorer", conçu à l'université Stanford en tant que projet de recherche financé par le gouvernement américain, avec comme objectif de proposer de nouvelles façons d'interagir avec des données relationnelles et des structures OLAP.
Les applications d'interface utilisateur sont:
- Hyperion Planning
- Oracle Planning and Budgeting Cloud Service
- Hyperion Profitability and Cost Management
- Hyperion Analyzer
- Hyperion Financial Reports
- Hyperion Intelligence
- Hyperion SQR
- Alphablox
- Arcplan dynaSight (Arcplan Enterprise)
- Oracle Business Intelligence Suite Enterprise Edition (OBIEE, Siebel Analytics)
- Applied OLAP Dodeca[9]
- CXO-Cockpit Reporting Suite.

## Interface administrateur
Plusieurs types d'interfaces standard permettent d'administrer les applications Essbase:
- ESSCMD, en ligne de commande
- MaxL, langage qui fournit un sur-ensemble de commandes ESSCMD, mais avec une syntaxe proche de SQL
- Essbase Application Manager, interface graphique (jusqu'à la version 6)
- Essbase Administration Services, renommé Analytic Administration Services, puis de nouveau Essbase Administration Services en version 9.3.1
- Essbase Integration Server pour maintenir la structure et le contenu des bases.

## Concurrence
- IBM Cognos
- Microsoft Analysis Services, aussi connu sous le nom "OLAP Services"
- Jedox (Palo)
- SAP BPC

À noter qu'il existe un produit appelé CubePort (en) qui permet de convertir une base au format Essbase vers le format Microsoft Analysis Services (les versions SSAS 2005 et 2008 sont supportées).